# Jan Fortuijn

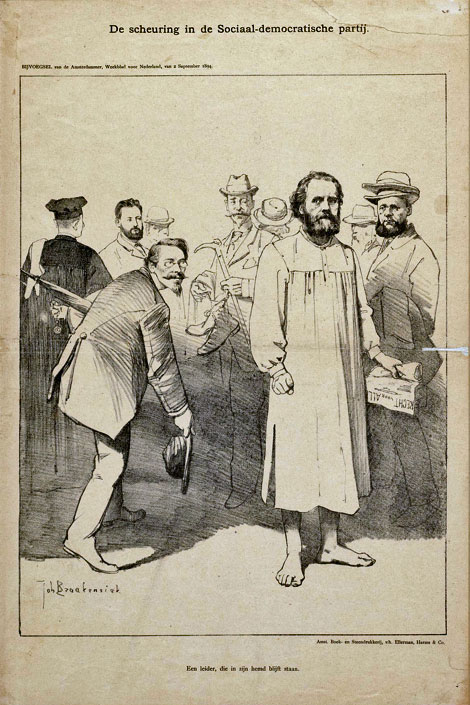
Prent van Johan Braakensiek uit 1894 ter illustratie van de scheuring binnen de sociaaldemocratie. Links op de voorgrond met hoed Jan Fortuijn, rechts Domela Nieuwenhuis.

Jan Antoon (Jan) Fortuijn (ook Fortuyn) (Amsterdam, 3 september 1855 – Castricum, 9 oktober 1940) was een Nederlandse socialist en vrijdenker. Hij was een van de oprichters van de SDAP.

## Leven en werk
Fortuijn werd in 1855 geboren als zoon van de metselaar Jan Fortuijn en Antoinetta Frederica Petronella van der Huur. Doordat zijn vader actief was binnen de arbeidersbeweging, kwam Fortuijn van huis uit in aanraking met het socialisme. Hij sloot zich aan bij de Sociaal Democratische Vereniging en bij de Sociaal-Democratische Bond van Domela Nieuwenhuis. Ook raakte hij betrokken bij De Dageraad, de vereniging van vrijdenkers. Tijdens het Palingoproer werd hij als activist gearresteerd en veroordeeld tot vier maanden gevangenisstraf, een vonnis dat uiteindelijk werd vernietigd door de Hoge Raad.
Hij raakte verwijderd van de opvattingen van Domela Nieuwenhuis. In 1894 was hij een van de twaalf apostelen, die beschouwd worden als de oprichters van de SDAP. Hij speelde daarna geen vooraanstaande rol op landelijk niveau binnen de SDAP, maar bleef wel actief in zijn woonplaats Amsterdam. Hij was korte tijd directeur van Het Volk. Daarnaast was hij jarenlang uitgever en boekhandelaar. Hij gaf het tijdschrift De Nieuwe Tijd uit (met als redacteuren onder meer Herman Gorter en Henriette Roland Holst) en tevens dreef hij vanaf 1900 een praktijk als zaakwaarnemer.
Fortuijn is tweemaal getrouwd geweest. Uit zijn eerste huwelijk met Trijntje Tolk in 1885 werden drie kinderen geboren. Na haar overlijden in 1920 hertrouwde hij enkele maanden later met Maria Johanna Elisabeth Mater, die hij kende vanuit de vakbeweging. Van 1923 tot 1935 werd hij verpleegd in het provinciaal ziekenhuis Duin en Bosch in Castricum. Hij overleed in oktober 1940 op 85-jarige leeftijd in zijn woonplaats Castricum.
Levie Cohen ·
Jan Fortuijn ·
Adriaan Gerhard ·
Frank van der Goes ·
Willem Helsdingen ·
Henri van Kol ·
Henri Polak ·
Jan Schaper ·
Hendrik Spiekman ·
Pieter Jelles Troelstra ·
Helmig Jan van der Vegt ·
Willem Vliegen
- Biografisch Portaal: 96128662
- International Standard Name Identifier: 0000 0000 5744 5300
- Nationale Bibliotheek van Tsjechië: skuk0000407
- Nederlandse Thesaurus van Auteursnamen: 321405064
- Virtual International Authority File: 85152460